# Лайу (городской округ)
Лайу́ (кит. упр. 莱芜, пиньинь Láiwú) — бывший городской округ в китайской провинции Шаньдун. Городской округ назван по ущелью Лайугу, через которое протекает река Цзышуй.

## История
При империи Цинь здесь был создан уезд Инсянь (嬴县). При империи Западная Хань были созданы уезды Моусянь (牟县) и Лайу (莱芜县).
При империи Северная Вэй уезд Лайу был расформирован, его северная часть вошла в состав уезда Бэйцю, а южная была разделена между уездами Инсянь и Моусянь. При империи Северная Ци в 556 году уезд Моусянь был присоединён к уезду Бопин (博平县).
При империи Суй в 596 году был вновь создан уезд Моучэн (牟城县), однако в начале VII века он был присоединён к уезду Инсянь. При империи Тан в 627 году уезд Инсянь был присоединён к уезду Бопин. В 704 году в бывшем центре уезда Инсянь был вновь создан уезд Лайу. В 820 году уезд Лайу был присоединён к уезду Цяньфэн (乾封县). В 827 году уезд Лайу был создан вновь.
В 1940 году коммунистами был создан Специальный район Тайшань (泰山专区), и уезд Лайу вошёл в его состав. В 1950 году специальные районы Тайшань и Тайси (泰西专区) были объединены в Специальный район Тайань (泰安专区). В 1958 году Специальный район Тайань был расформирован, и уезд Лайу перешёл под юрисдикцию города Цзинань, но в 1961 году Специальный район Тайань был воссоздан. В 1967 году Специальный район Тайань был переименован в Округ Тайань (泰安地区).
В августе 1983 году уезд Лайу был преобразован в городской уезд. В 1985 году округ Тайань был преобразован в городской округ Тайань.
В ноябре 1992 года постановлением Госсовета КНР городской уезд Лайу был выведен из состава городского округа Тайань и преобразован в отдельный городской округ Лайу.
В 2019 году городской округ Лайу был присоединён к Цзинани; его район Гайчэн сохранил название, а район Лайчэн стал районом Лайу.

## Административно-территориальное деление
Городской округ Лайу делится на 2 района:
| Карта | Карта  | Карта    | Карта     | Карта        | Карта            | Карта         | Карта                      |
| ----- | ------ | -------- | --------- | ------------ | ---------------- | ------------- | -------------------------- |
|       |        |          |           |              |                  |               |                            |
| #     | Статус | Название | Иероглифы | Пиньинь      | Население (2007) | Площадь (км²) | Плотность населения (/км²) |
| 1     | Район  | Лайчэн   | 莱城区    | Láichéng qū  | 960 000          | 1929          |                            |
| 2     | Район  | Ганчэн   | 钢城区    | Gāngchéng qū | 290 000          | 500           |                            |

## Экономика
С 1960-х годов Лайу является важнейшим центром сталелитейной промышленности Китая.